# Ettenkirch
Ettenkirch ist mit 1830 Einwohnern die drittgrößte Ortschaft von Friedrichshafen am Bodensee und hat eine Fläche von 17,73 km²

## Bildung
In Ettenkirch gibt es die Don-Bosco-Schule (Grundschule) und zwei Kindergärten. Es gibt außerdem eine Ortsbücherei.

## Ortschaftsgliederung
Zur Ortschaft Ettenkirch gehören neben dem namengebenden Ort Ettenkirch die Ortsteile und Wohnplätze Appenweiler, Batzenweiler, Bettenweiler, Eggenweiler, Ellenweiler, Furatweiler, Habratsweiler, Hinterhof, Hirschlatt (bis 1937 selbständige Gemeinde), Huiweiler, Krehenberg, Lehhorn, Lempfriedsweiler, Lindenholz, Rosengarten, Waltenweiler, Wannenhäusern, Wirgetswiesen und Zillisbach.

## Nahversorgung
In Ettenkirch gab es von 2003 bis Mai 2014 das „s’Lädele“. Am 15. September 2014 wurde das s’Lädele neueröffnet.

## Geschichte
Erstmals urkundlich erwähnt wurde Ettenkirch im Jahr 1274. Der Ort gehörte schon früh zur österreichischen Landvogtei Schwaben und wurde 1805 württembergisch. Der Ort bildete dann mit Oberteuringen die Gemeinde Eggenweiler, wurde 1823 aber eine selbständige Gemeinde innerhalb des Oberamts Tettnang. 1937 wurde der Weiler Brochenzell vom Gemeindegebiet getrennt und der Nachbargemeinde Meckenbeuren eingegliedert. Dafür erhielt Ettenkirch die aufgelöste Gemeinde Hirschlatt. Im Zuge der kommunalen Neugliederung Baden-Württembergs wurde die Gemeinde Ettenkirch am 1. Dezember 1972 in die Stadt Friedrichshafen eingegliedert.

## Vereine
Es gibt den Sportverein SV Ettenkirch mit folgenden Abteilungen:
- 1. Fußballmannschaft (Kreisliga A2)
- 2. Fußballmannschaft (Kreisliga B)
- Fußball Jugendmannschaft
- A Jugend (Kreistaffel 1)
- B Jugend (Kreistaffel 2)
- C Jugend (7er Qualistaffel 2)
- D Jugend (Kreistaffel 2)
- E Jugend (Kreistaffel 4)
- F Jugend
- Fußball Bambini
- Turnen
- Tischtennis

Des Weiteren gibt es einen Boulverein, einen Schützenverein, eine Narrenzunft, einen Musikverein, einen Motorradclub und die Ettenkircher Jungs.

## Sehenswürdigkeiten

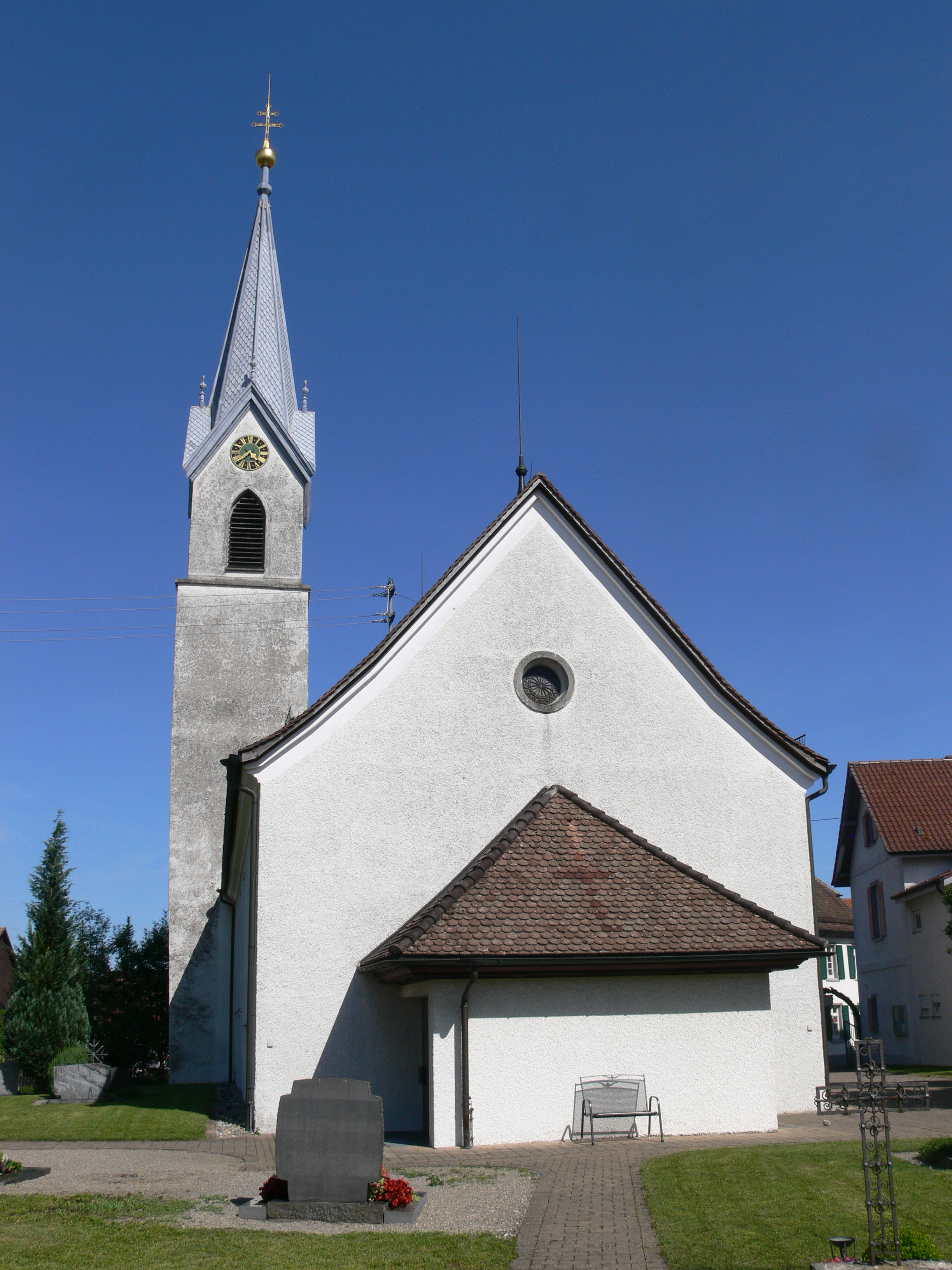
St. Petrus und Paulus

Das Ortsbild wird bestimmt durch den Turm der Kirche St. Petrus und Paulus. Es gibt außerdem einen Brunnen und die Ludwig-Roos-Halle, eine Mehrzweckhalle.

## Politik
Die Bewohner der Ortschaft Ettenkirch nehmen an den Gemeinderatswahlen von Friedrichshafen als Wohnbezirk Ettenkirch teil. Ein hauptamtlicher Ortsvorsteher und der Ortschaftsrat, die alle 5 Jahre gewählt werden, vertreten die Interessen der Bürger Ettenkirchs in der Kommunalpolitik.
Ortsvorsteher ist Achim Baumeister. Der Ortschaftsrat setzt sich seit den Wahlen 2019 wie folgt zusammen:
- Freie Wähler: 7 Sitze
- CDU: 4 Sitze

## Ehrenbürger
Willhelm Schütterle (* 20. Februar 1866 in Wannenhäusern; † 24. November 1946 ebenda)

## ÖPNV
Ettenkirch wird an Werktagen von 05.26 bis 20.26 Uhr von der Buslinie 13 im Stundentakt angefahren. An Sonn- und Feiertagen von 07.56 bis 19.56 Uhr im Zweistundentakt.
An Schultagen um 06.57 Uhr von der Linie 15.
Außerdem gibt es in Ettenkirch eine Abendlinie A13 um 22.02 Uhr und um 00.02 Uhr ist Abfahrt zum Stadtbahnhof.

## Ortsnachrichten
In Ettenkirch erscheinen einmal in der Woche die Ortsnachrichten mit dem neuesten aus dem Ort.

## Belege
1. ↑  Stadt Friedrichshafen: Ettenkirch (Memento des Originals vom 9. November 2015 im Internet Archive)  Info: Der Archivlink wurde automatisch eingesetzt und noch nicht geprüft. Bitte prüfe Original- und Archivlink gemäß Anleitung und entferne dann diesen Hinweis.
2. ↑  Statistisches Bundesamt (Hrsg.): Historisches Gemeindeverzeichnis für die Bundesrepublik Deutschland. Namens-, Grenz- und Schlüsselnummernänderungen bei Gemeinden, Kreisen und Regierungsbezirken vom 27.5.1970 bis 31.12.1982. W. Kohlhammer, Stuttgart / Mainz 1983, ISBN 3-17-003263-1, S. 534 (Statistische Bibliothek des Bundes und der Länder [PDF; 41,1 MB]).